# Vårtkäftsspindel
Vårtkäftsspindel (Tmeticus affinis) är en spindelart som först beskrevs av John Blackwall 1855.  Vårtkäftsspindel ingår i släktet Tmeticus och familjen täckvävarspindlar. Arten är reproducerande i Sverige. Inga underarter finns listade i Catalogue of Life.